# Episodi di The Ren & Stimpy Show (prima stagione)
La prima stagione della serie animata The Ren & Stimpy Show, composta da 6 episodi, è stata trasmessa negli Stati Uniti, da Nickelodeon, dall'11 agosto 1991 al 23 febbraio 1992.
In Italia la stagione è stata trasmessa su Rai 2 dal 27 giugno al 4 luglio 1995.
| nº | Titolo originale         | Titolo italiano                             | Prima TV USA      | Prima TV Italia |
| -- | ------------------------ | ------------------------------------------- | ----------------- | --------------- |
| 1  | Stimpy's Big Day         | Il grande giorno di Stimpy - prima parte    | 11 agosto 1991    | 27 giugno 1995  |
| 1  | The Big Shot!            | Il grande giorno di Stimpy - seconda parte  | 11 agosto 1991    | 27 giugno 1995  |
| 2  | Robin Höek               | Il libro delle favole di Stimpy: Robin Höek | 25 agosto 1991    | 28 giugno 1995  |
| 2  | Nurse Stimpy             | Stimpy infermiere                           | 25 agosto 1991    | 28 giugno 1995  |
| 3  | Space Madness            | Follia spaziale                             | 8 settembre 1991  | 29 giugno 1995  |
| 3  | The Boy Who Cried Rat!   | Al topo, al topo!                           | 8 settembre 1991  | 29 giugno 1995  |
| 4  | The Littlest Giant       | Il gigante Pigmeo                           | 15 settembre 1991 | 30 giugno 1995  |
| 4  | Fire Dogs                | Pompieri                                    | 29 settembre 1991 | 30 giugno 1995  |
| 5  | Marooned                 | Naufraghi                                   | 6 ottobre 1991    | 3 luglio 1995   |
| 5  | Untamed World: A Cartoon | Mondo selvaggio                             | 10 novembre 1991  | 3 luglio 1995   |
| 6  | Black Hole               | Buco nero                                   | 23 febbraio 1992  | 4 luglio 1995   |
| 6  | Stimpy's Invention       | Le invenzioni di Stimpy                     | 23 febbraio 1992  | 4 luglio 1995   |

## Il grande giorno di Stimpy - prima parte
Stimpy cerca di mandare una lettera per vincere i 47,000,000 di dollari e di andare a Hollywood per vedere il suo idolo preferito, "Fangoso Fendifango". Infatti, il giorno dopo, riesce a vincere il concorso, e se ne va a Hollywood con una limousine. Tuttavia, Ren rimasto a casa, inizia a disperare, perché gli manca il suo migliore amico. Intanto, Stimpy cerca di dare un suo nuovo messaggio, mentre è in televisione.

## Il grande giorno di Stimpy - seconda parte
In questi giorni, a Ren manca tanto il suo migliore amico, Stimpy e, infatti a Hollywood, il gatto appare per la seconda volta in televisione, per fare una pubblicità al supermercato con il Signor Cavallo. Tuttavia, molte notti dopo, riappare in televisione con il suo idolo preferito, Fangoso Fendifango, ma finita la trasmissione, Stimpy comincia a disperare, perché gli manca tanto il suo migliore amico, Ren. Alla fine, il gatto, senza denaro, ritorna a casa e inizia ad abbracciare il suo amico chihuahua.

## Il libro delle favole di Stimpy: Robin Höek
Ren e Stimpy sono i protagonisti della loro versione di Robin Hood.

## Stimpy infermiere
Ren è ammalato e Stimpy decide di curarlo diventando un infermiere.

## Follia spaziale
Il comandante Höek e il cadetto Stimpy sono in missione per esplorare il cosmo. Nel frattempo, Ren inizia ad avere sintomi di "Follie spaziali", una malattia spaziale. 

## Al topo, al topo!
Quando Ren e Stimpy vengono sorpresi a rubare dai bidoni della spazzatura, vengono cacciati per strada e cominciano a morire di fame. Il duo escogita quindi un piano per ottenere denaro e cibo: travestire Ren da topo e metterlo nella casa dei Pipes, e trasformare Stimpy in un acchiappatopi del quartiere.

## Il gigante Pigmeo
Ren sogna di essere "Wee Ren", che fa amicizia con il più piccolo gigante Stimpy.

## Pompieri
Travestiti da dalmata per procurarsi cibo, riparo e denaro, Ren e Stimpy lavorano per spegnere l'incendio con i pompieri.

## Naufraghi
Il Capitano Höek e il cadetto Stimpy si ritrovano in un pianeta strano.

## Mondo selvaggio
Ren e Stimpy conducono uno spettacolo naturalistico in cui viaggiano fino alle isole Galápagos per osservare varie creature.

## Buco nero
Ren e Stimpy sperimentano gli orrori all'interno di un buco nero.

## Le invenzioni di Stimpy
Stimpy vuole far provare a Ren le sue invenzioni, però, il chihuahua le trova odiose e si arrabbia. Stimpy, rattristito per la rabbia continua dell'amico, decide così di costruire un casco per farlo sorridere sempre. Una volta messo sulla testa di Ren, inizia a sorridere e, infatti, passa la sua vita felice. Il giorno dopo, Stimpy torna a casa e mostra a Ren un nuovo disco musicale che ha comprato, inititolato "Gaudio Gaudio, Gioia Gioia" e decide di metterlo sul grammofono e i due iniziano a ballare. Stanco del casco, Ren inizia a distruggerlo con un martello e inizia a strangolare Stimpy. Alla fine, Ren scopre che essere arrabbiato gli piace, ringraziando Stimpy.